# Kulometria
Kulometria – zespół metod elektrochemicznych, opartych na zastosowaniu praw elektrolizy Faradaya, określających zależność pomiędzy ilością przepływającego przez obwód ładunku a ilością substancji ulegającej elektrolizie. Wyróżniamy dwa rodzaje kulometrii:
- potencjostatyczną – pomiar prowadzony w warunkach stałego potencjału,
- amperostatyczną – pomiar prowadzony w warunkach stałego prądu.

Pomiar ładunku elektrycznego prowadzi się za pomocą kulometru.